# Conte di Mexborough
Conte di Mexborough è un titolo nobiliare inglese nella Parìa d'Irlanda.

## Storia

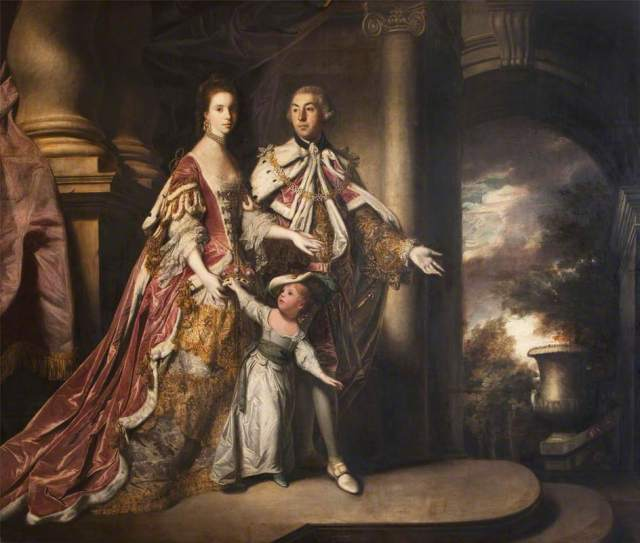
John Savile, I conte di Mexborough, con la moglie ed il figlio.

Il titolo venne creato nel 1766 per John Savile, I barone Pollington, membro del parlamento per la costituente di Hedon e New Shoreham. Questi era già stato creato Barone Pollington, di Longford nella Contea di Longford nel 1753, e venne creato Visconte Pollington, di Ferns nella Contea di Wexford al momento dell'elevazione a conte. Questi titoli vennero riconosciuti nella parìa d'Irlanda. Alla sua morte venne succeduto da suo figlio, il II conte, che fu membro del parlamento per Lincoln alla Camera dei Comuni britannica. Il figlio di questi, il III conte, fu membro del parlamento per Pontefract per diversi anni ed alla sua morte i titoli passarono a suo figlio, il IV conte. Questi fu membro del parlamento per Gatton e Pontefract tra le file dei Conservatori. Suo figlio, il V conte, fu High Sheriff of Yorkshire nel 1877 e venne succeduto poi dal suo fratellastro, il VI conte. attualmente il titolo è detenuto dal nipote di quest'ultimo, l'VIII conte, che succedette a suo padre nel 1980.
Malgrado la designazione territoriale e il fatto che il titolo sia effettivamente inscritto nella parìa d'Irlanda, tutti i titoli si riferiscono a luoghi in Inghilterra, Mexborough e Pollington nello Yorkshire.
L'attuale sede dei conti di Mexborough è Arden Hall, presso Hawnby, nello Yorkshire. La residenza venne acquistata dalla famiglia nel 1897 che precedentemente abitava Methley Hall, demolita poi nel 1958.

## Conti di Mexborough (1766)
- John Savile, I conte di Mexborough (1719–1778)
- John Savile, II conte di Mexborough (1761–1830)
- John Savile, III conte di Mexborough (1783–1860)
- John Charles George Savile, IV conte di Mexborough (1810–1899)
- John Horace Savile, V conte di Mexborough (1843–1916)
- John Henry Savile, VI conte di Mexborough (1868–1945)
- John Raphael Wentworth Savile, VII conte di Mexborough (1906–1980)
- John Christopher George Savile, VIII conte di Mexborough (n. 1931)

L'erede apparente è il figlio primogenito dell'attuale detentore del titolo, John Andrew Bruce Savile, visconte Pollington (n. 1959).